# الهندوسية في أرمينيا
لا تزال الهندوسية في أرمينيا سمة ثانوية في الحياة الدينية الأرمنية, ممثلة بشكل عام من خلال الجمعية الدولية لوعي كريشنا وأقلية من الطلاب الهنود, من ذوي الخلفيات في الهندوسية.

## تاريخ
كانت هناك مستعمرة للهنود في أعالي نهر الفرات في أرمينيا في وقت مبكر من القرن الثاني قبل الميلاد, وقد أقيمت المعابد تكريماً لسري كريشنا, وهو تمثيل للشخصية العليا للربوبية في الهندوسية.[بحاجة لمصدر]
وفقًا لذينوب جلاك, أحد أوائل تلاميذ غريغوريوس المستنير, القديس الراعي لأرمينيا, تم إنشاء ما لا يقل عن 7 مدن هندوسية في أرمينيا في وقت ما حوالي 349 قبل الميلاد. تأسست مؤسسة نخرار من قبل الملوك الهندوس حتى قبل ذلك. كتب زينوب أن المستعمرة تأسست من قبل اثنين من الأمراء الهنود من أوجاين الذين لجأوا إلى أرمينيا. كانوا يعبدون غانيشا وتكاثر نسلهم وحكموا جزءًا كبيرًا من أرمينيا. في ظل الحكام الوثنيين, ازدهرت المدن الهندوسية حتى فجر المسيحية في أرمينيا عام 301 م.
تقع أنقاض دير القديس كارابت, الموجود الآن في تركيا, في موقع المعابد الهندوسية.

## المنظمات الدينية
تنشط كل من الجمعية الدولية لوعي كريشنا (ISKCON) ومنظمات التأمل التجاوزي في أرمينيا. في عام 1990, تم تسجيل الجمعية الدولية لوعي كريشنا, لأول مرة, رسميًا كدين في أرمينيا. يوجد الآن حوالي 250 من أعضاء الجمعية الدولية لوعي كريشنا المقيمين في أرمينيا وتحافظ الجمعية الدولية لوعي كريشنا على التجمعات في مدن غيومري ويغغنادزور وكابان و آشتاراك .

## روابط خارجية
- بصمة هندية على أرمينيا (hinduonnet.com)
- اضطهاد أعضاء هاري كريشنا في أرمينيا (iskcon.com)
- "الهندوس في أرمينيا" للدكتور ميسروب جاكوب سيث
- الطلاب الهنود في أرمينيا (armeniandiaspora.com)
- "عندما أغلقت KGB على اللورد كريشنا" (telegraphindia.com)